# Patrick Chesnais
Pour les articles homonymes, voir Chesnais.
Patrick Chenais, dit Patrick Chesnais, né le 18 mars 1946 à La Garenne-Colombes (Seine), est un acteur, réalisateur, dialoguiste, scénariste et écrivain français.

## Biographie
Fils d'Alexis Chenais, dessinateur industriel, et de Gisèle Collé, mère au foyer, Patrick Chesnais effectue sa scolarité à Rouen, au collège Bellefonds puis au lycée Corneille. Il fait aussi une année de classe préparatoire à l'École française de radio-électricité (EFR). Bien qu'une carrière prometteuse de footballeur s'offre à lui, il fait le conservatoire de Rouen, puis entre à 18 ans au Conservatoire national supérieur d'art dramatique de Paris où il obtient le premier prix de comédie en 1968. Il se consacre alors durant dix ans au théâtre.
Il fait ses débuts devant la caméra de Jacques Rozier dans Les Naufragés de l'île de la Tortue en 1974. Il enchaîne ensuite de nombreux rôles de personnages atypiques, que ce soit dans L'Empreinte des géants de Robert Enrico, La Provinciale de Claude Goretta ou dans Les Sacrifiés de Okacha Touita en 1983.
En 1989, Patrick Chesnais remporte le César du meilleur acteur dans un second rôle pour sa composition dans La Lectrice de Michel Deville aux côtés de Miou-Miou. À la fin des années 1980, il s’illustre dans des comédies populaires telles Les cigognes n'en font qu'à leur tête et Promotion canapé, toutes deux réalisées par Didier Kaminka.
En 2000, il réalise Charmant Garçon, film pour lequel il obtient le « prix Alain Poiré du meilleur réalisateur » au Festival international des jeunes réalisateurs de Saint-Jean-de-Luz. Ensuite, il tourne avec une nouvelle génération de cinéastes tels Manuel Poirier pour Te quiero, Rémi Waterhouse pour Mille Millièmes en 2002 ou Philippe Harel avec Tu vas rire, mais je te quitte en 2004.
En 2005, il est à l'affiche du très remarqué Je ne suis pas là pour être aimé, de Stéphane Brizé, qui lui amène une nomination au César 2006 du meilleur acteur.
Le 28 mars 2012, il est fait chevalier de la Légion d'honneur.
En mars 2013, il intègre la troupe des Restos du cœur et participe aux concert et single des Enfoirés 2013.

### Vie privée
Patrick Chesnais est marié à l'actrice Josiane Stoléru après plus de trente ans de vie commune.
Il a eu trois enfants de mères différentes : 
- Émilie Chesnais (née le 7 septembre 1984, comédienne), fille de Josiane Stoléru ;
- Ferdinand Chesnais (né le 5 octobre 1986, comédien, mort le 13 octobre 2006), fils de Coralie Seyrig, comédienne et nièce de Delphine Seyrig ;
- Victor Chesnais (né le 15 mai 2003), fils d'Odile Roire, comédienne.

En septembre 2008, après la mort en 2006 de son fils aîné Ferdinand, il publie un livre de souvenirs le concernant, Il est où Ferdinand ? : Journal d'un père orphelin paru aux éditions Michel Lafon,. Son fils ayant été tué dans un accident de voiture causé par l'alcool, il crée en avril 2007 l'association Ferdinand dans le but de prévenir les dangers que constitue l'alcool au volant et financer des spots de prévention, dus à des réalisateurs de cinéma.

## Théâtre
- 1964 : L'Alouette de Jean Anouilh
- 1965 : La Convention de Belzebir de Marcel Aymé, mise en scène René Dupuy, théâtre de l'Athénée
- 1967 : Pauvre Bitos ou le Dîner de têtes de Jean Anouilh, mise en scène de l'auteur et Roland Piétri, théâtre de Paris
- 1967 : L'Alouette de Jean Anouilh, mise en scène de l'auteur et Roland Piétri, théâtre de Paris
- 1968 : La Dame de Chicago de Frédéric Dard, mise en scène Jacques Charon, théâtre des Ambassadeurs
- 1969 : Zozo de Jean Auclair
- 1970 : Barberine d'Alfred de Musset, mise en scène Patrick Chesnais
- 1971 : La Cerisaie d'Anton Tchekhov, mise en scène Pierre Debauche, maison de la culture de Nanterre
- 1971 : Les Misérables de Victor Hugo
- 1971 : La Nuit des rois de William Shakespeare, mise en scène Denis Llorca, Festival du Marais à l’hôtel d'Aumont
- 1972 : La Nuit des rois de William Shakespeare, mise en scène Denis Llorca, théâtre de l'Ouest parisien
- 1972 : Le Jeune Homme de Jean Audureau, mise en scène Pierre Debauche
- 1973 : Les Fourberies de Scapin de Molière, mise en scène Jacques Weber
- 1973 : Deux et deux font seul de et mise en scène Philippe Madral
- 1974 : Qui est-ce qui frappe ici si tôt ? de et mise en scène Philippe Madral
- 1974 : Un étrange après-midi d’Andonis Doriadis, mise en scène Guy Lauzin
- 1975 : A.A. Les Théâtres d'Arthur Adamov mise en scène Roger Planchon, TNP Villeurbanne
- 1975 : Folies bourgeoises, mise en scène Roger Planchon
- 1976 : La Comédie sans titre ou La Régénération d'Italo Svevo, mise en scène Robert Gironès, théâtre du Huitième à Lyon
- 1976 : Les Amoureux de Carlo Goldoni, mise en scène Caroline Huppert, théâtre Daniel-Sorano Vincennes
- 1977 : Risibles Amours de Milan Kundera, mise en scène Jacques Lassalle
- 1977 : Par delà les marronniers de et mise en scène Jean-Michel Ribes
- 1978 : Nina c'est autre chose de Michel Vinaver, mise en scène Jacques Lassalle, théâtre de l'Est parisien
- 1978 : Dissident il va sans dire de Michel Vinaver
- 1978 : La Turista de Sam Shepard, mise en scène Henri Pillisbury
- 1978 : Le Gros Oiseau de Jean Bouchaud, mise en scène Jean-Michel Ribes
- 1980 : Le Mariage de Figaro de Beaumarchais, mise en scène Françoise Petit et Maurice Vaudaux, théâtre du Huitième à Lyon, puis au théâtre de Paris
- 1981 : Les Trente Millions de Gladiator d'Eugène Labiche, mise en scène Françoise Petit, théâtre du Huitième à Lyon, puis au théâtre des Amandiers
- 1981 : Le Bleu de l'eau de vie de Carlos Semprún Maura, mise en scène Roger Blin, théâtre de l'Odéon
- 1982 : L'Avantage d’être constant d'Oscar Wilde, mise en scène Pierre Boutron, théâtre des Mathurins
- 1983 : Cet animal étranger de Gabriel Arout, mise en scène Jean Bouchaud
- 1985 : Love de Murray Schisgal, mise en scène Michel Fagadau
- 1986 : Le Misanthrope de Molière, mise en scène Françoise Petit
- 1986 : Finalement quoi de Philippe Madral, mise en scène Patrick Chesnais, théâtre Paris-Villette
- 1986 : Adriana Monti de Natalia Ginzburg, mise en scène Maurice Bénichou, théâtre de l'Atelier
- 1988 : Joe Egg de Peter Nichols, mise en scène Michel Fagadau, théâtre de la Gaîté-Montparnasse
- 1994 : Le Retour d'Harold Pinter, mise en scène Bernard Murat, théâtre de l'Atelier
- 1997 : Molly S de Brian Friel, mise en scène Jorge Lavelli, théâtre national de la Colline
- 1998 : Brûlez tout de Lanford Wilson, mise en scène Stéphan Meldegg
- 1998 : Skylight de David Hare, mise en scène Bernard Murat, théâtre de la Gaîté-Montparnasse
- 2000 : Dîner entre amis de Donald Margulies, mise en scène Michel Fagadau
- 2001 : Love de Murray Schisgal, mise en scène Michel Fagadau, Comédie des Champs-Élysées
- 2002 : Putain de soirée de et mise en scène Daniel Colas, théâtre du Gymnase
- 2003 : L'Invité de David Pharao, mise en scène Jean-Luc Moreau, théâtre Édouard-VII
- 2004 : L'Invité de David Pharao, mise en scène Jean-Luc Moreau, théâtre des Mathurins
- 2005 : Une heure et demie de retard de Jean Dell & Gérald Sibleyras, mise en scène Bernard Murat
- 2009 : Cochons d'Inde de Sébastien Thiéry, mise en scène Anne Bourgeois, théâtre Hébertot
- 2010 : Cochons d'Inde de Sébastien Thiéry, mise en scène Anne Bourgeois, tournée
- 2011 : Toutou d'Agnès et Daniel Besse, mise en scène Anne Bourgeois, théâtre Hébertot
- 2012 : Tartuffe de Molière, mise en scène Marion Bierry, théâtre national de Nice, tournée, théâtre de Paris
- 2013 : La Vérité de Florian Zeller, mise en scène Patrice Kerbrat, tournée
- 2013 : Inconnu à cette adresse de Kressmann Taylor, lecture dirigée par Delphine de Malherbe, théâtre Antoine
- 2013 : L'Heure univers, lecture de Christian Oster et Dostoievski, théâtre Hébertot
- 2014 : Dostoïevsky, le démon du jeu de Virgil Tanase, mise en scène Isabelle Rattier, Festival d'Avignon off
- 2015 : Le Souper de Jean-Claude Brisville, mise en scène Daniel Benoin, théâtre de la Madeleine
- 2016 : Une famille modèle de Ivan Calbérac, mise en scène Anne Bourgeois, théâtre Montparnasse
- 2016 : L'Invité de David Pharao, mise en scène Jean-Luc Moreau, théâtre Montparnasse
- 2016 : Le Souper de Jean-Claude Brisville, mise en scène Daniel Benoin, tournée
- 2017 : Honneur à notre élue de Marie NDiaye, mise en scène de Frédéric Bélier-Garcia, théâtre du Rond-Point
- 2017 : Tant qu'il y a de l'amour de Bob Martet, mise en scène Anne Bourgeois, théâtre de la Michodière, tournée en 2019
- 2018 : Tu te souviendras de moi de François Archambault, mise en scène Daniel Benoin, théâtre de Paris
- 2020 : Le Système Ribadier de Georges Feydeau, mise en scène Ladislas Chollat, théâtre des Bouffes-Parisiens
- 2020 : L'Invitation de Hadrien Raccah, mise en scène Philippe Lellouche, théâtre de la Madeleine
- 2021 : Le Système Ribadier de Georges Feydeau, mise en scène Ladislas Chollat, théâtre de la Michodière puis tournée
- 2022 : L'Invitation de Hadrien Raccah, mise en scène Philippe Lellouche, théâtre des Bouffes-Parisiens
- 2023 : Le Mystère Sunny d'Alain Teulié, mise en scène Dominique Guillo, théâtre Montparnasse
- 2024 : Secret.s de Sébastien Blanc, mise en scène Jean-Luc Moreau, théâtre de la Madeleine
- 2024 : Lettres d'excuses de Patrick Chesnais, théâtre Actuel festival off d'Avignon, théâtre du Lucernaire

## Filmographie

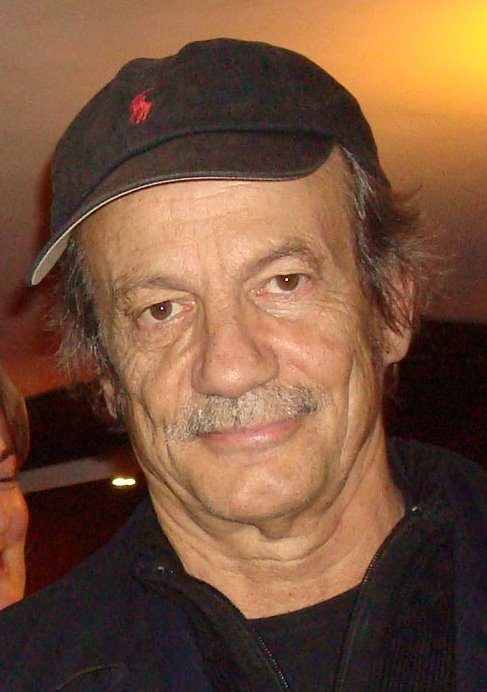
Patrick Chesnais en 2008.

### Acteur

#### Cinéma
- 1974 : Les Naufragés de l'île de la Tortue de Jacques Rozier : Gérard
- 1976 : Monsieur Albert de Jacques Renard : François
- 1978 : Le Dossier 51 de Michel Deville : Hadès
- 1978 : Poker menteuses et Révolver matin de Christine Van de Putte : l'abonné à Détective
- 1978 : Laisse-moi rêver / Drôles de diam's de Robert Ménégoz : Paul Marchois
- 1979 : L'Empreinte des géants de Robert Enrico : Martial Dromner
- 1979 : L'Œil du maître de Stéphane Kurc : Marc Dumas
- 1979 : Cocktail Molotov de Diane Kurys : le routier
- 1979 : Rien ne va plus de Jean-Michel Ribes : Jeffy, l'inspecteur Boulin, M. Poitronneau
- 1979 : Au bout du bout du banc de Peter Kassovitz : Billy
- 1980 : Premier Voyage de Nadine Trintignant : Yan Lambert
- 1980 : Ras le cœur de Daniel Colas : le policier Vernier
- 1980 : Le Règlement intérieur de Michel Vuillermet
- 1981 : La Provinciale de Claude Goretta : Pascal Chatel
- 1981 : Neige de Jean-Henri Roger : un policier
- 1982 : Les Sacrifiés d'Okacha Touita : Gino
- 1983 : Cap Canaille de Juliet Berto et Jean-Henri Roger : Wim
- 1984 : Blanche et Marie de Jacques Renard : Germinal
- 1984 : Femmes de personne de Christopher Frank : Marc
- 1986 : Chère canaille de Stéphane Kurc
- 1988 : Corentin ou les Infortunes conjugales de Jean Marbœuf
- 1988 : Thank You Satan d'André Farwagi : Alain
- 1988 : Embrasse-moi de Michèle Rosier : le père
- 1988 : Les cigognes n'en font qu'à leur tête de Didier Kaminka : Jérémie
- 1988 : La Lectrice de Michel Deville : le PDG
- 1988 : Les Années sandwiches de Pierre Boutron : Arnaud
- 1989 : Il y a des jours... et des lunes de Claude Lelouch : le docteur
- 1989 : L'Autrichienne de Pierre Granier-Deferre : Herman
- 1990 : Triplex de Georges Lautner : Nicolas
- 1990 : La Pagaille de Pascal Thomas : Jean-Jacques
- 1990 : Netchaïev est de retour de Jacques Deray : Leloy
- 1990 : Promotion canapé de Didier Kaminka : André
- 1990 : Le Sixième Doigt d'Henri Duparc : Simon
- 1990 : Feu sur le candidat d'Agnès Delarive : Jean-Marcel Mazzetti
- 1992 : La Belle Histoire de Claude Lelouch : Pierre Lhermitte
- 1993 : Pas d'amour sans amour d'Évelyne Dress : Michel
- 1993 : Drôles d'oiseaux de Peter Kassovitz : le commissaire Voitot
- 1993 : Regarde-moi quand je te quitte de Philippe de Broca : Pierre
- 1993 : Coup de jeune ! de Xavier Gélin : Lohman
- 1993 : Aux petits bonheurs de Michel Deville : Bertrand
- 1996 : Post coïtum animal triste de Brigitte Roüan : Philippe Clovier
- 1997 : Paroles d'hommes de Philippe Le Dem : Fabien
- 1999 : Kennedy et moi de Sam Karmann : Paul Gurney
- 1999 : L'Homme de ma vie de Stephane Kurc : Charles
- 1999 : Les Enfants du siècle de Diane Kurys : Gustave Planche
- 2000 : Te quiero de Manuel Poirier : Franck
- 2000 : Charmant Garçon de Patrick Chesnais : Octave
- 2001 : Le Ventre de Juliette de Martin Provost : Abel
- 2001 : Sexes très opposés d'Éric Assous : Fernand
- 2001 : Irène d'Ivan Calbérac : Gazet
- 2001 : Jeu de cons de Jean-Michel Verner : le commissaire Aguerre
- 2002 : Mille Millièmes, fantaisie immobilière de Rémi Waterhouse : Gérard
- 2003 : Mariage mixte d'Alexandre Arcady : Jean-Yves
- 2004 : Casablanca Driver de Maurice Barthélémy : Coll. Murray
- 2004 : J'irai cracher sur vos tongs de Michel Toesca : le père
- 2004 : Tu vas rire, mais je te quitte de Philippe Harel : Norbert
- 2005 : Je ne suis pas là pour être aimé de Stéphane Brizé : Jean-Claude Delsart
- 2005 : On va s'aimer d'Ivan Calbérac : le détective
- 2006 : Le Prix à payer d'Alexandra Leclère : Grégoire, l'amant
- 2006 : Mon dernier rôle de Olivier Ayache-Vidal : Patrick (CM)
- 2006 : Héros de Bruno Merle : Clovis Costa
- 2006 : J'invente rien de Michel Leclerc : Armand
- 2006 : Le Scaphandre et le Papillon de Julian Schnabel : Docteur Lepage
- 2008 : Home Sweet Home de Didier Le Pêcheur : Gédéon
- 2008 : La Jeune Fille et les Loups de Gilles Legrand : Léon
- 2008 : Une chanson dans la tête de Hany Tamba : Bruno Caprice
- 2009 : Le code a changé de Danièle Thompson : Erwann
- 2009 : Climax de Frédéric Sojcher : Gérard, l'acteur bankable (CM)
- 2009 : Quelque chose à te dire de Cécile Telerman : Henry Celliers
- 2010 : 600 kilos d'or pur d'Éric Besnard : George
- 2010 : Toutes les filles pleurent de Judith Godrèche : Bob
- 2010 : Fils unique de Miel Van Hoogenbemt : Theo
- 2011 : HH, Hitler à Hollywood de Frédéric Sojcher : lui-même
- 2011 : Tu seras mon fils de Gilles Legrand : François Amelot
- 2011 : La Marche de l'enfant Roi de Magà Ettori : le professeur Aïetus (CM)
- 2012 : Bienvenue parmi nous de Jean Becker : Taillandier
- 2013 : Les Beaux Jours de Marion Vernoux : Philippe
- 2013 : 12 ans d'âge de Frédéric Proust : Pierrot
- 2014 : La Braconne de Samuel Rondière : Danny
- 2014 : La Liste de mes envies de Didier Le Pêcheur : le père de Jocelyne
- 2015 : Le Grand Partage d'Alexandra Leclère : le voisin
- 2015 : Je veux être actrice de Frédéric Sojcher : lui-même
- 2016 : Juillet Août de Diastème : Michel
- 2016 : Celui qu'on attendait de Serge Avédikian : Bolzec
- 2017 : Les Ex de Maurice Barthélemy : Didier
- 2018 : Moi et le Che de Patrice Gautier : GO
- 2018 : Demi-sœurs de Saphia Azzeddine, François-Régis Jeanne : le notaire
- 2018 : L'école est finie d'Anne Depétrini : Gilbert
- 2018 : L'Empereur de Paris de Jean-François Richet : M. Henry
- 2018 : Ma mère est folle de Diane Kurys : Alvaro
- 2019 : Damien veut changer le monde de Xavier de Choudens : Vigo
- 2019 : Mon bébé de Lisa Azuelos : Jules
- 2021 : C'est quoi ce papy ?! de Gabriel Julien-Laferrière : Gégé
- 2021 : Lui de Guillaume Canet : le père
- 2021 : Chroma de Jean-Laurent Chautems : Jacques Rénier
- 2025 : Belladone d'Alanté Kavaïté : Pierre
- 2025 : Le Jour où le Titanic a coulé de Pierre-Yves Bezat : J.P. Morgan (CM)
- 2025 : La Tournée de Florian Hessique : Marius De Villeduc

#### Télévision
- 1970 : Au théâtre ce soir : Aux quatre coins de Jean Marsan, mise en scène Jean-Pierre Darras, réalisation Pierre Sabbagh, théâtre Marigny
- 1981 : La Guerre des insectes de Peter Kassovitz : Michel Servin
- 1981 : Les Héritiers - La propriété de Serge Leroy : Bob
- 1983 : Croquignole de Jean Brard : Croquignole
- 1984 : Jacques le fataliste et son maître de Claude Santelli : Jacques
- 1985 : Vive la mariée de Jean Valère : Kahouami
- 1985 : Le Génie du faux de Stéphane Kurc : Johann Gelder
- 1988 : Un cœur de marbre de Stéphane Kurc : Sébastien Bonnace
- 1990 : Notre Juliette de François Luciani : Vincent
- 1992 : Tous mes maris d'André Farwagi : Philippe Simonin
- 1993 : Regarde-moi quand je te quitte de Philippe de Broca : Pierre
- 1994 : Assedicquement vôtre de Maurice Frydland : Jean-Baptiste
- 1994 : La Mondaine, série en 5 épisodes
- 1996 : Tatort, 1 épisode
- 1996 : L'Enfant sage de Fabrice Cazeneuve : le père
- 1997 : Et si on faisait un bébé? de Christiane Spiero : Jean-Louis
- 1997 : Le Censeur du lycée d'Épinal de Marc Rivière : Julien Dessales
- 2000 : Les Redoutables (épisode : Les cons ça ose tout de Georges Lautner)
- 2001 : Caméra Café (épisode : Crème d'avocat)
- 2002 : Le Pont de l'aigle de Bertrand Van Effenterre : Jérôme Faure
- 2004 : Bien agités ! de Patrick Chesnais : Lescarot
- 2004 : L'Un contre l'autre de Dominique Baron : Remi
- 2004 : Vous êtes de la région ? de Lionel Epp : Mallochet
- 2006 : Le Grand Charles de Bernard Stora : général Giraud
- 2009 : Kaamelott - Livre VI d'Alexandre Astier : Lucius Sillius Sallustius
- 2009 : Duel en ville de Pascal Chaumeil : Philippe Dellas
- 2010 : Je vous ai compris : De Gaulle, 1958-1962 de Serge Moati : Charles de Gaulle
- 2010 : Vieilles Canailles d'Arnaud Sélignac : Martin
- 2011 : Chez Maupassant : Une partie de campagne de Jean-Daniel Verhaeghe : Ernest Dufour
- 2011 : Hiver rouge (collection Les Saisons meurtrières) de Xavier Durringer : Rousseau
- 2013 : Bleu catacombes (collection Les Saisons meurtrières) de Charlotte Brändström : Rousseau
- 2014 : Marjorie d'Ivan Calbérac : Jean
- 2014 : Où es-tu maintenant ? d'Arnaud Sélignac : Brosky
- 2015 : No Limit (saison 3) : Claude
- 2015 : Jaune iris (collection Les Saisons meurtrières) de Didier Bivel : Rousseau
- 2016 : Noir enigma (collection Les Saisons meurtrières) de Manuel Boursinhac : Rousseau
- 2018 : Insoupçonnable d'Éric Valette : Damien Moreau
- 2021 : Je te promets d'Arnaud Sélignac et Renaud Bertrand : docteur Michelin
- 2021 : Comme un coup de tonnerre de Catherine Klein : le père de Paul
- 2021 : Laval, le collaborateur de Laurent Heynemann : Pierre Laval
- 2021 : Mon ange (mini-série) d'Arnauld Mercadier : Paul Varan
- 2022 : César Wagner (série, épisode 6 « L'Œil du lynx ») : Gilles Weiss
- 2022 : Saison 2 de HPI (série, 4 épisodes) : Serge Alvaro, le père de Morgane Alvaro
- 2022 : Tous Inconnus  de Nicolas Hourès :  lui-même
- 2023 : Saison 2 de L'École de la vie : Michel Franju

### Réalisateur, scénariste et dialoguiste
- 2000 : Charmant Garçon
- 2004 : Bien agités ! (téléfilm)
- 2004 : Face ou pile (court métrage)

## Doublage

### Cinéma

#### Films
- 2018 : At Eternity's Gate : Vincent van Gogh (Willem Dafoe)

## Publications
- 2008 : Il est où Ferdinand ? Journal d'un père orphelin, 261 pages, Éditions Michel Lafon •  (ISBN 978-2-74990-791-8)
- 2020 : La vie est belle, je me tue à vous le dire, 350 pages, Éditions de l'Archipel •  (ISBN 978-2-80984-378-1)
- 2023 : Lettres d'excuses, coll. Arts et Spectacle, 256 pages, Éditions de l'Archipel •  (ISBN 978-2-80982-784-2)

## Distinctions

### Décorations
- 2007 :  Officier de l'ordre des Arts et des Lettres
- 2009 :  Chevalier de la Légion d'honneur

### Récompenses
- Prix du Syndicat de la critique 1982 : Meilleur comédien pour Le Bleu de l'eau-de-vie
- César 1989 : César du meilleur acteur dans un second rôle pour La Lectrice
- Festival Jean-Carmet 1997 : meilleur second rôle masculin (prix du Jury) pour Post coïtum animal triste
- Molières 2009 : Molière du comédien pour Cochons d'Inde
- Festival international des jeunes réalisateurs de Saint-Jean-de-Luz : prix du meilleur réalisateur pour Charmant Garçon
- Festival de la fiction TV de La Rochelle 2014 : meilleure interprétation masculine pour Où es-tu maintenant ?[8].

### Nominations
- Molières 1988 : Molière du comédien pour Joe Egg
- Molières 1998 : Molière du comédien pour Skylight
- César 2006 : César du meilleur acteur pour Je ne suis pas là pour être aimé
- César 2014 : César du meilleur acteur dans un second rôle pour Les Beaux Jours